# Australiensisk lungfisk
Australiensisk lungfisk (Neoceratodus forsteri) är en art av lungfiskar som först beskrevs av Johann Ludwig Gerard Krefft 1870.  Australiensisk lungfisk är den enda nu levande arten i släktet Neoceratodus och i familjen Neoceratodontidae. Inga underarter finns listade.
Denna lungfisk har endast en lungflygel. Kroppslängden går ofta upp till 180 cm och några exemplar blir 200 cm långa.
Arten förekommer endemisk i södra Queensland i Australien. Det ursprungliga utbredningsområdet var floderna Burnett och Mary. Senare introducerades australiensisk lungfisk i andra floder i samma region. Exemplaren vistas vanligen 1,5 till 3 meter under vattenytan. I vattendragen finns många vattenväxter. Äggen läggs mellan augusti och december. Ungarna vistas vanligen mellan vattenväxter 30 cm under vattenytan. De gömmer sig även mellan klippor och träbitar som simmar i vattnet.
Beståndet hotas främst av dammbyggnader. Endast ett fåtal vattendrag har fisktrappor. Populationer nära havet påverkas av tidvatten. Australiensisk lungfisk hotas även av vattenföroreningar. Den introducerade Moçambique-tilapia förändrar vattenväxterna när den bygger sitt näste. IUCN listar australiensisk lungfisk som starkt hotad (EN).

## Bildgalleri

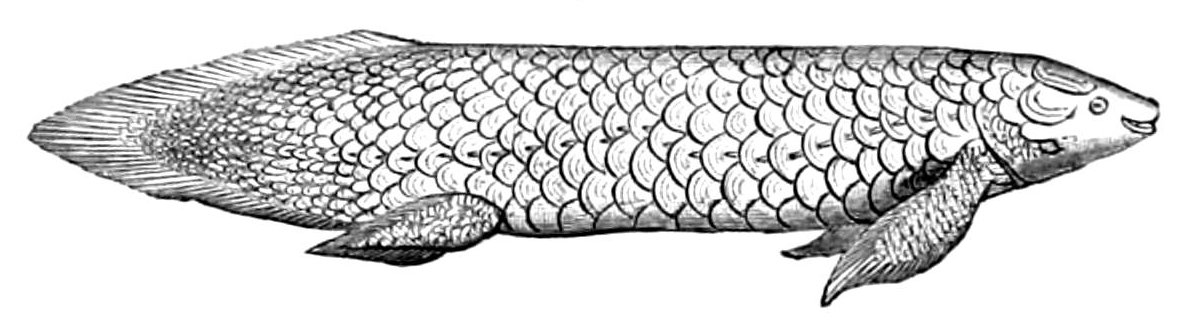
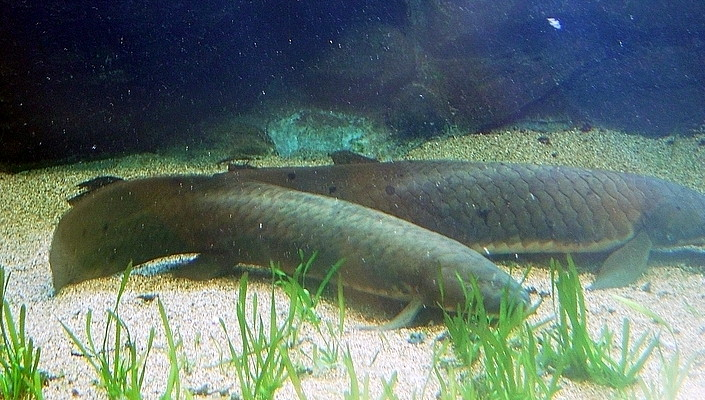
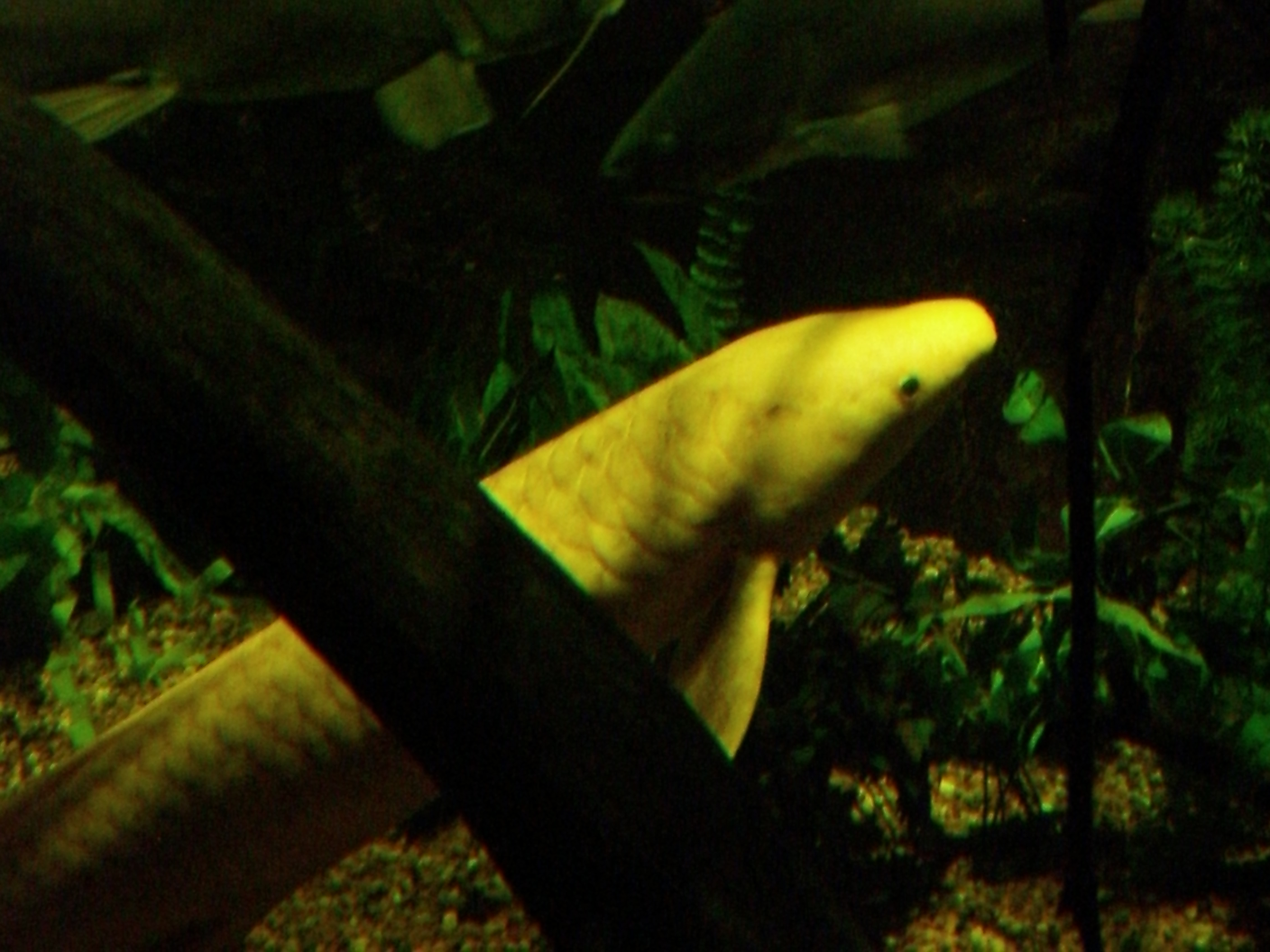
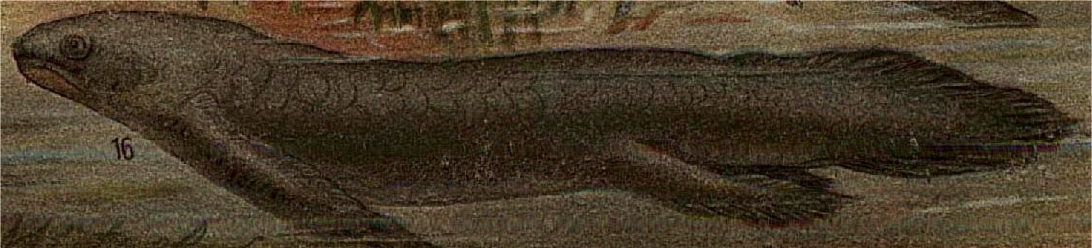
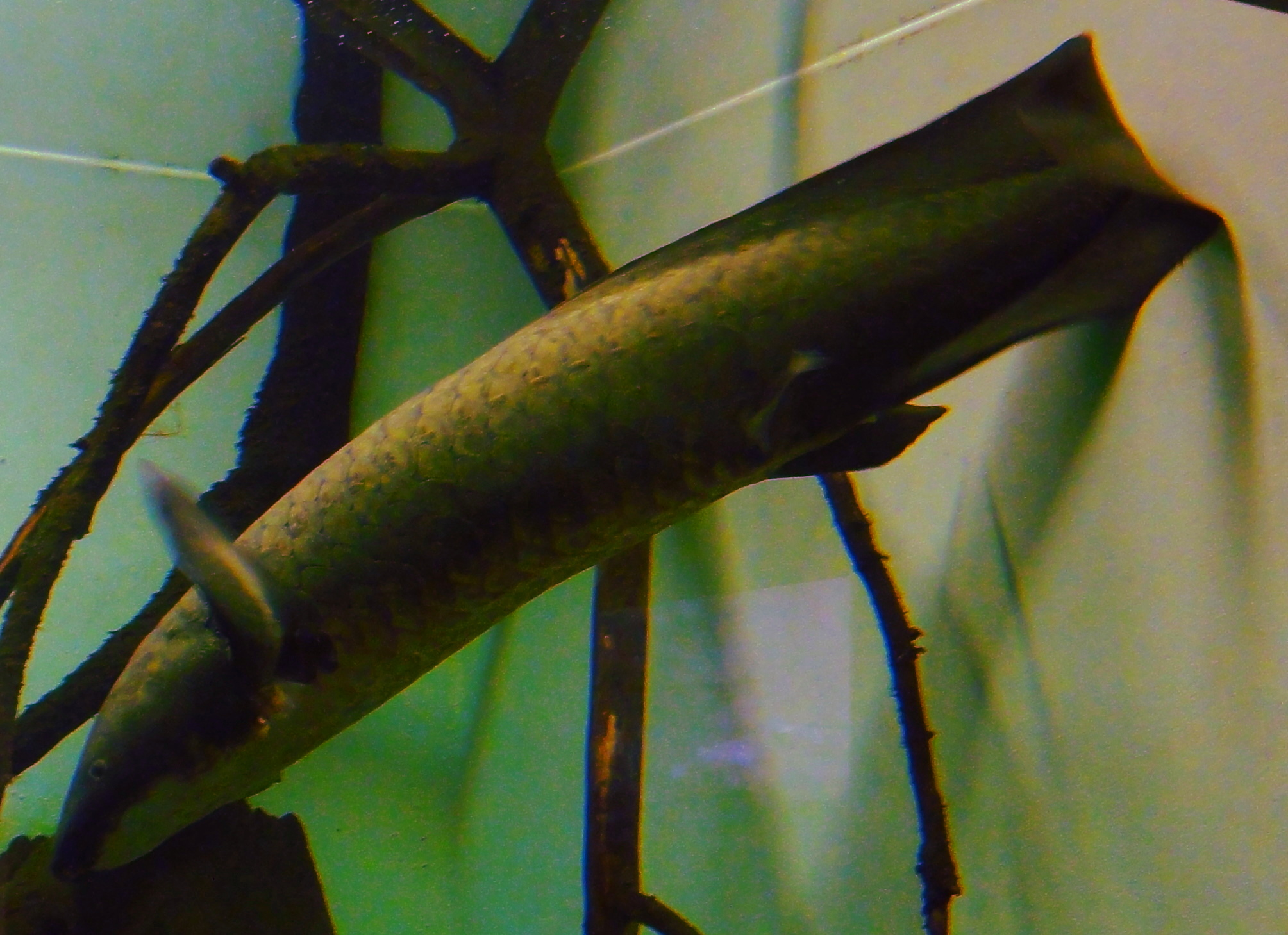
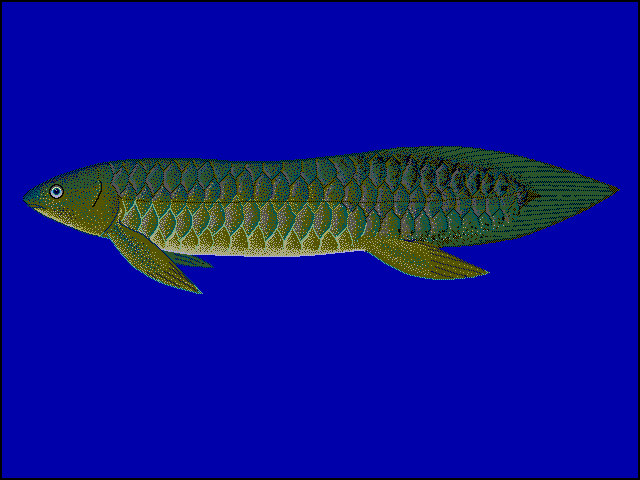